# Stealth Cars

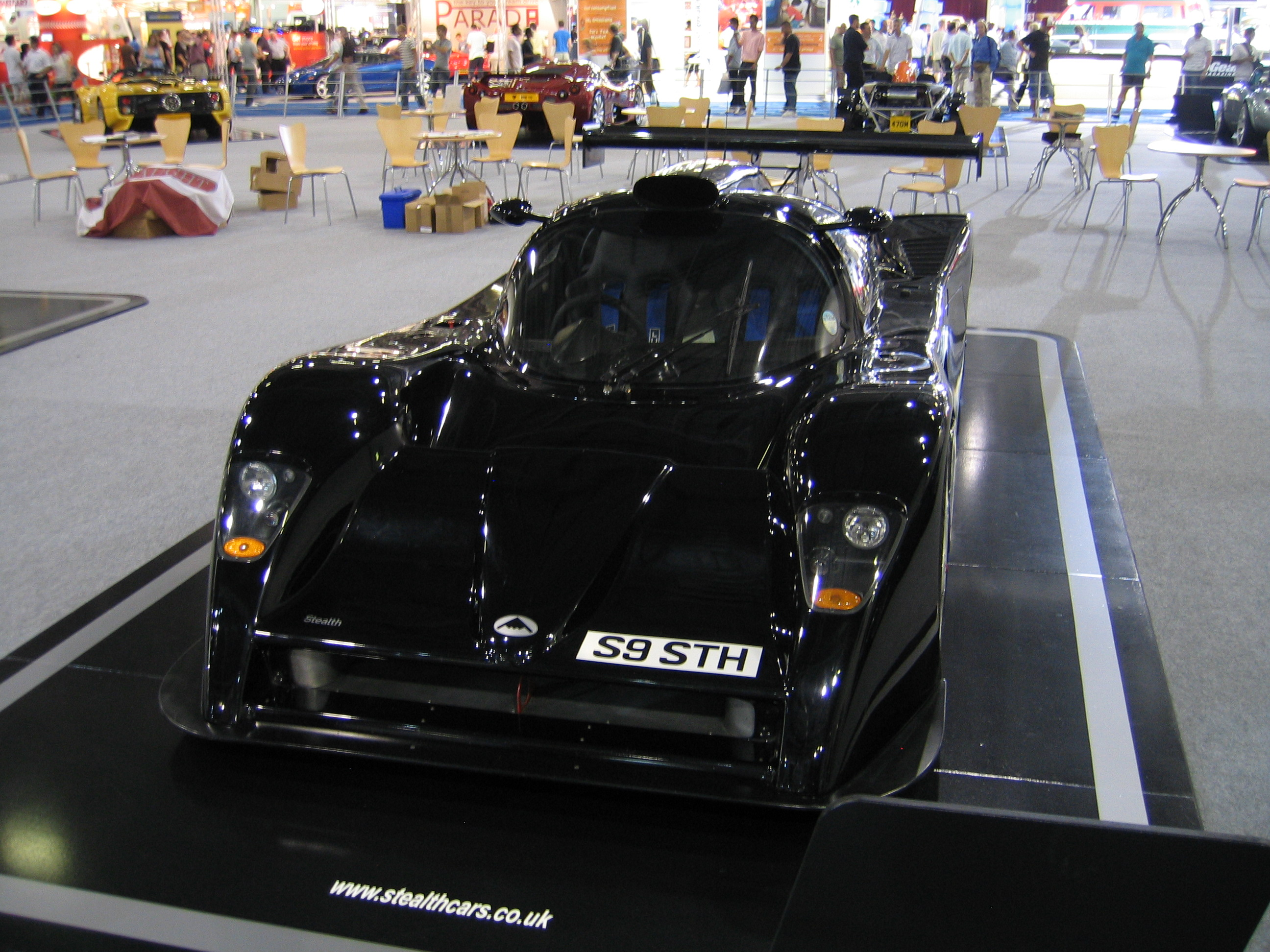
Stealth B 6

Stealth Cars Limited, zuvor Druway Services Limited, war ein britischer Hersteller von Automobilen.

## Unternehmensgeschichte
Das Unternehmen Druway Services Limited wurde am 29. März 1999 in Cheltenham in der Grafschaft Gloucestershire gegründet. Bobby Every Light und Louis Cameron Davidson wurden am 14. Juni 1999 Direktoren. Am 18. Juni 1999 verlegten sie den Unternehmenssitz nach Ewelme in Oxfordshire und änderten am 21. Juni 1999 die Firmierung in Stealth Cars Limited. Sie begannen 2000 mit der Produktion von Automobilen. Der Markenname lautete Stealth. Every Light und Davidson gaben ihre Direktorenposten am 21. Dezember 2001 auf, nachdem Terence Patrick Pudwell am 8. Dezember 2001 ebenfalls Direktor wurde. Pudwell war bis zum 30. Dezember 2011 Direktor. Am 12. Februar 2013 wurde das Unternehmen aufgelöst.
Insgesamt entstanden mindestens acht Fahrzeuge.

## Fahrzeuge
Das erste Modell war der B 6. Es war ein geschlossener Rennsportwagen mit Straßenzulassung, der Ähnlichkeiten mit Rennsportwagen der Gruppe C aufwies. Verschiedene V8-Motoren von Chevrolet und Ford und V10-Motoren von BMW trieben die Fahrzeuge an. Die Fahrzeuge wurden auch bei Autorennen eingesetzt.
Am 16. Juni 2010 wurde das Modell B 7 präsentiert.